# Saint-Didier, Jura
Saint-Didier är en kommun i departementet Jura i regionen Bourgogne-Franche-Comté i östra Frankrike. Kommunen ligger i kantonen Lons-le-Saunier-Nord som tillhör arrondissementet Lons-le-Saunier. År 2022 hade Saint-Didier 277 invånare.

## Befolkningsutveckling
Antalet invånare i kommunen Saint-Didier
Referens:INSEE